# 바다칠성장어
바다칠성장어(영어: sea lamprey, 학명: Petromyzon marinus)는 칠성장어과 바다칠성장어속에 속하는 유일종으로 해양성 무악어류이다. 북반구 해양, 특히 지중해 프랑스, 스페인, 포르투갈 연안 지역과 흑해, 대서양에 많이 서식한다. 특히 지중해 국가들의 경우 바다칠성장어 어획량이 가장 높다. 다른 수중 생물에게 달라붙어 흡혈을 하는 기생성 생태를 지녔다. 몸길이는 120cm, 몸무게는 2.3kg까지 자랄 수 있는 대형 무악류이다. 식용할 수 있으며, 고급 요리 재료로 활용된다.